# Ярославское сельское поселение (Краснодарский край)
Ярославское сельское поселение — муниципальное образование в составе Мостовского района Краснодарского края России.
В рамках административно-территориального устройства Краснодарского края ему соответствует Ярославский сельский округ. 
Административный центр — станица Ярославская.

## Население
| 2010  | 2012  | 2013  | 2014  | 2015  | 2016  | 2017  |
| ----- | ----- | ----- | ----- | ----- | ----- | ----- |
| 5467  | ↘5451 | ↘5428 | ↘5423 | ↘5385 | ↗5400 | ↘5351 |
| 2018  | 2019  | 2020  | 2021  | 2023  |       |       |
| ↘5315 | ↘5287 | ↘5243 | ↘5035 | ↘4960 |       |       |

## Населённые пункты
В состав сельского поселения (сельского округа) входят 2 населённых пункта:
| № | Населённый пункт | Тип населённого пункта | Население (чел.) |
| - | ---------------- | ---------------------- | ---------------- |
| 1 | Ярославская      | станица                | ↘4997            |
| 2 | Новотроицкий     | хутор                  | ↗38              |